# باش-قائیندی (شهرستان ات‌باشی)
باش-قائیندی (به لاتین: Bash-Kaindy) یک روستا در قرقیزستان است که در شهرستان ات‌باشی واقع شده‌است. باش-قائیندی ۴٬۰۷۸ نفر جمعیت دارد و ۲٬۱۶۰ متر بالاتر از سطح دریا واقع شده‌است.